# Jewgienij Krawczenko (zapaśnik)
Jewgienij Krawczenko (ros. Евгений Кравченко; ur. 24 maja 1984) – rosyjski zapaśnik walczący w stylu klasycznym. Wojskowy wicemistrz świata w 2005. Trzeci na mistrzostwach Europy juniorów w 2002. Medalista mistrzostw Rosji juniorów.